# Манговый поцелуй
«Манговый поцелуй» (англ. Mango Kiss) — американская романтическая кинокомедия 2004 года режиссёра Саши Райс.

## Сюжет
Лу и Сассафра переезжают жить в Сан-Франциско. Лу давно влюблена в подругу и, наконец, решается ей открыться. Легкость отношений приводит их к сексуальным экспериментам: они пробуют садомазохизм, полиаморию, ролевые игры. Лу позволяет Сассафра играть в любовь, сохраняя ей преданность. Но происходящее выходит из-под контроля, когда оказывается, что для Сассафра эксперименты действительно были лишь игрой, и она не могла допустить мысль о реальной измене Лу.

## Актерский состав
| В ролях         |  | Персонаж |
| --------------- |  | -------- |
| Мишель Вулф     |  | Лу       |
| Даниэль Ферраро |  | Сассафра |
| Салли Кёркленд  |  | Эмилия   |
| Дрю Маузер      |  | Лесли    |
| Джо Меллис      |  | Каз      |

## Награды
Фильм получил следующие награды:
| Награды                                      | Награды | Награды                  | Награды                   | Награды            |
| -------------------------------------------- | ------- | ------------------------ | ------------------------- | ------------------ |
| Фестиваль / Премия                           | Год     | Награда                  | Категория                 | Победитель         |
| Sydney Mardi Gras Film Festival              | 2004    | Приз жюри                | Best Lesbian Film         | "Манговый поцелуй" |
| Park City Film Music Festival                | 2004    | Director’s Choice Award  | Gold Medal for Excellence | "Манговый поцелуй" |
| North Carolina Gay and Lesbian Film Festival | 2004    | Emerging Filmmaker Award | Best Women’s Feature      | "Манговый поцелуй" |